# توجا
توجا (به اسپانیایی: Tauja) یک کوه در پرو است که در Peru, Cusco Region, Calca Province, Paucartambo Province واقع شده‌است. توجا ۴٬۰۳۹٫۸ متر بالاتر از سطح دریا واقع شده‌است.